# Wojciech Noszczyk
Wojciech Kazimierz Noszczyk (ur. 3 marca 1935 w Warszawie) – polski naukowiec, profesor nauk medycznych, chirurg.

## Życiorys
Urodził się w rodzinie Henryka (1896–1940), porucznika lekarza chirurga, który zginął w Katyniu, i Anieli Barbary z Grochowskich, 1 v. Noszczykowej, 2 v. Dryjskiej (1913–2003), z zawodu bibliotekarki. Jego ojczym prof. Józef Dryjski (1911–1968) i przyrodni bracia Maciej i Jacek Dryjscy także byli chirurgami. Po maturze przez rok pracował jako salowy na sali operacyjnej w Instytucie Hematologii. W 1960 ukończył Akademię Medyczną w Warszawie. Po odbyciu stażu w Szpitalu Miejskim rozpoczął pracę w IV Klinice Chirurgii Akademii Medycznej w Warszawie. W latach 1960–1964 był doktorantem i jednocześnie pracował w Zakładzie Patologii Doświadczalnej Polskiej Akademii Nauk. W latach 1980–2005 pełnił funkcję kierownika I Kliniki Chirurgii Ogólnej i Naczyniowej II Wydziału Lekarskiego AM w Warszawie, przez kolejny rok był p.o. kierownika tej kliniki. Tytuł profesora otrzymał w 1982. W latach 1981–1983 był prodziekanem II Wydziału Lekarskiego AM, a w kadencji 2003–2005 pełnił funkcję dziekana Wydziału Kształcenia Podyplomowego Warszawskiego Uniwersytetu Medycznego. Był opiekunem 37 doktoratów. Był konsultantem krajowym w dziedzinie chirurgii naczyniowej, funkcję tę pełnił przez ponad dziesięć lat do 2002. W latach 1973–1983 zasiadał w radzie naukowej Centrum Medycznego Kształcenia Podyplomowego, w latach 1993–1995 w Radzie ds. Nauki oraz Radzie ds. Ochrony Zdrowia przy Prezydencie RP.
Członek Towarzystwa Naukowego Warszawskiego. Redaktor naczelny „Polskiego Przeglądu Chirurgicznego”. Autor książek z zakresu chirurgii.
Uchwałą Nr XXXI/902/2020 z dnia 18 czerwca 2020 Rada miasta stołecznego Warszawy nadała mu tytuł Honorowego obywatela miasta stołecznego Warszawy.
Od 1963 był mężem aktorki Grażyny Staniszewskiej. Ojciec Marii i Bartłomieja.

## Publikacje
- Chirurgia tom 1–2, pod red. Wojciecha Noszczyka, PZWL, 2005[11].
- Chirurgia tętnic i żył obwodowych t. 1, 2, PZWL, 2006.
- Chirurgia. Repetytorium.
- Miażdżyca i inne choroby tętnic obwodowych, PZWL, 2005.
- Żylaki i inne choroby żył.
- Zarys dziejów chirurgii polskiej, red. nauk. Wojciech Noszczyk, wydanie II rozszerzone i uaktualnione, PZWL, 2011[12].

## Ordery i odznaczenia
- Krzyż Komandorski z Gwiazdą Orderu Odrodzenia Polski (2005)[13]
- Krzyż Komandorski Orderu Odrodzenia Polski (2000)[14]
- Medal 100-lecia Odzyskania Niepodległości (2019)[15]
- Medal Błogosławionego ks. Jerzego Popiełuszki
- Order Świętego Sylwestra (Watykan, po raz drugi 2015[6])

## Nagrody i wyróżnienia
- Nagroda Zaufania Złoty OTIS 2018 za dorobek naukowo-dydaktyczny[6]